# Hololena monterea
Hololena monterea är en spindelart som beskrevs av Chamberlin och Ivie 1942. Hololena monterea ingår i släktet Hololena och familjen trattspindlar. Inga underarter finns listade i Catalogue of Life.